# Shark Bay
Die Shark Bay (Haifischbucht) ist eine Meeresbucht an der Westküste Australiens etwa 800 Kilometer nördlich von Perth im Bundesstaat Western Australia. Die Aborigines der Malgana nennen die Shark Bay Gutharraguda, was Zwei Buchten bzw. Zwei Wasser bedeutet.
Die Shark Bay ist mit Ihren Inseln und ihrem sie umgebenden Land, entsprechend der UNESCO in dreifacher Weise bedeutend: Sie hat das weltgrößte Seegras-Vorkommen, eine große Population von Dugongs und eine Stromatolithenkolonie. Ferner leben in der Shark Bay fünf bedeutende Säugetierarten, deren Bestand bedroht ist.
Die Shark Bay ist 1991 von der UNESCO in die Liste des Welterbes eingetragen worden.

## Begriff
Der Begriff Shark Bay ist mehrdeutig, denn er betrifft
- sowohl die Bucht selbst mit ihren Halbinseln und Inseln, als auch
- die Local Government Area Shark Bay mit Verwaltungssitz in Denham,
- das geschützte Gebiet des UNESCO-Welterbes sowie
- den submarinen Shark-Bay-Marine-Nationalpark.

William Dampier verlieh dem Gebiet 1699 den Namen „Haifischbucht“ wegen der vielen Haie, die dort vorkommen. Insgesamt 28 verschiedene Haiarten sind in der Bucht heimisch. Außerdem befindet sich in dieser Bucht der westlichste Punkt des australischen Festlandes.

## Aborigines
Historisches Land
Das Gebiet der Shark Bay war das angestammte Gebiet der Aborigines der Malgana, Nhanda und Yingkarta, die bereits seit etwa 30.000 Jahren dort leben. Nachgewiesene Spuren hinterließen sie auf 130 Plätzen in Form von Muschelhaufen, in Fels-Unterständen, in Steinbrüchen, beispielsweise an der Crayfish Bay, an Bestattungsplätzen, ferner wurden von den Aborigines Werkzeuge und Jagdwaffen aus Stein sowie bearbeitete Knochen und Muscheln gefunden.
Lock Hospitals auf Bernier und Dorre Islands
In der Shark Bay gab es in der Zeit von 1908 bis zum Januar 1919 zwei sogenannte Lock Hospitals (i. Sinne von Isolier-Zwangsanstalten), in der Aborigines getrennt nach weiblichen und männlichen Geschlechts – unter Vorwand von Geschlechtskrankheiten auf der Basis des Aborigines Act 1905 –, ein Gesetz von Western Australia zwangsweise eingewiesen werden konnten. Heute ist bekannt, dass der größte Teil der Internierten keineswegs an Geschlechtskrankheiten litt, sondern Opfer von damaligen Vorurteilen und rassistisch geprägten Denken und Politik Australiens waren. Dabei waren die Personen der indigenen Bevölkerung keineswegs von einem Arzt untersucht oder eingewiesen worden, sondern lediglich aufgrund polizeilicher Befragungen, die zu Verhaftierung oder Internierung in Lock Hospitals führten. Besonders häufig wurden Aborigines-Frauen zwangseingewiesen, die mit weißen Männern sexuelle Beziehungen gepflegt haben sollen. Aborigines weiblichen Geschlechts wurden auf Dorre Island und männlichen Geschlechts auf Bernier Island im Norden der Shark Bay interniert. In der Folge dieser rassistischen White Australia Policy wurden etwa 800 Aborigines jahrelang auf den beiden Inseln interniert, darunter war kein einziger weißer Mensch als Insasse, zeitweise soll auch kein Arzt auf den Inseln gewesen sein und man fand Belege von medizinischen Versuchen. Mehr als 100 Aborigines (in anderen Quellen wird von 200 ausgegangen) starben auf den Inseln. Heute bezeugen Bau-Ruinen das Erbe dieser Politik Australiens und einer besonders perfiden Form von Menschenrechtsverletzungen auf den zwei Inseln, auf die wegen gefährdeter Tierarten lediglich ein beschränkter Zugang möglich ist. Weitere Lock Hospitals gab es zu jener Zeit in Port Hedland, wohin der letzte Insasse von Bernier Island am 9. Januar 1919 gebracht wurde.

## Geographie
Die Bucht selbst hat eine Fläche von etwa 10.000 km². Die durchschnittliche Wassertiefe beträgt 9–10 m; das seichte Wasser wird durch Sandbänke zerteilt.
Die politische Gemeinde Shire of Shark Bay umfasst eine Fläche von 25.423 km² und hat 1000 Einwohner. Auf dem Festland gehören zwei Roadhouses (Tankstellen und Versorgungsstationen) – Overlander und Billabong – dazu. Im Übrigen gliedert sich das Gebiet in eine circa 76 Kilometer lange Insel und zwei große Haupt-Halbinseln, die ihrerseits wiederum durch zahlreiche kleinere Halbinseln zerteilt und denen kleine Inseln vorgelagert sind.

### Peron Peninsula
Die nordöstliche, ca. 120 Kilometer lange Peron-Halbinsel ist, abgesehen von ihrer Spitze auf etwa 25 Kilometer, durch eine asphaltierte Straße durch niedriges Akazien-Buschland erschlossen. An dieser Strecke liegen die touristisch bekanntesten Attraktionen:

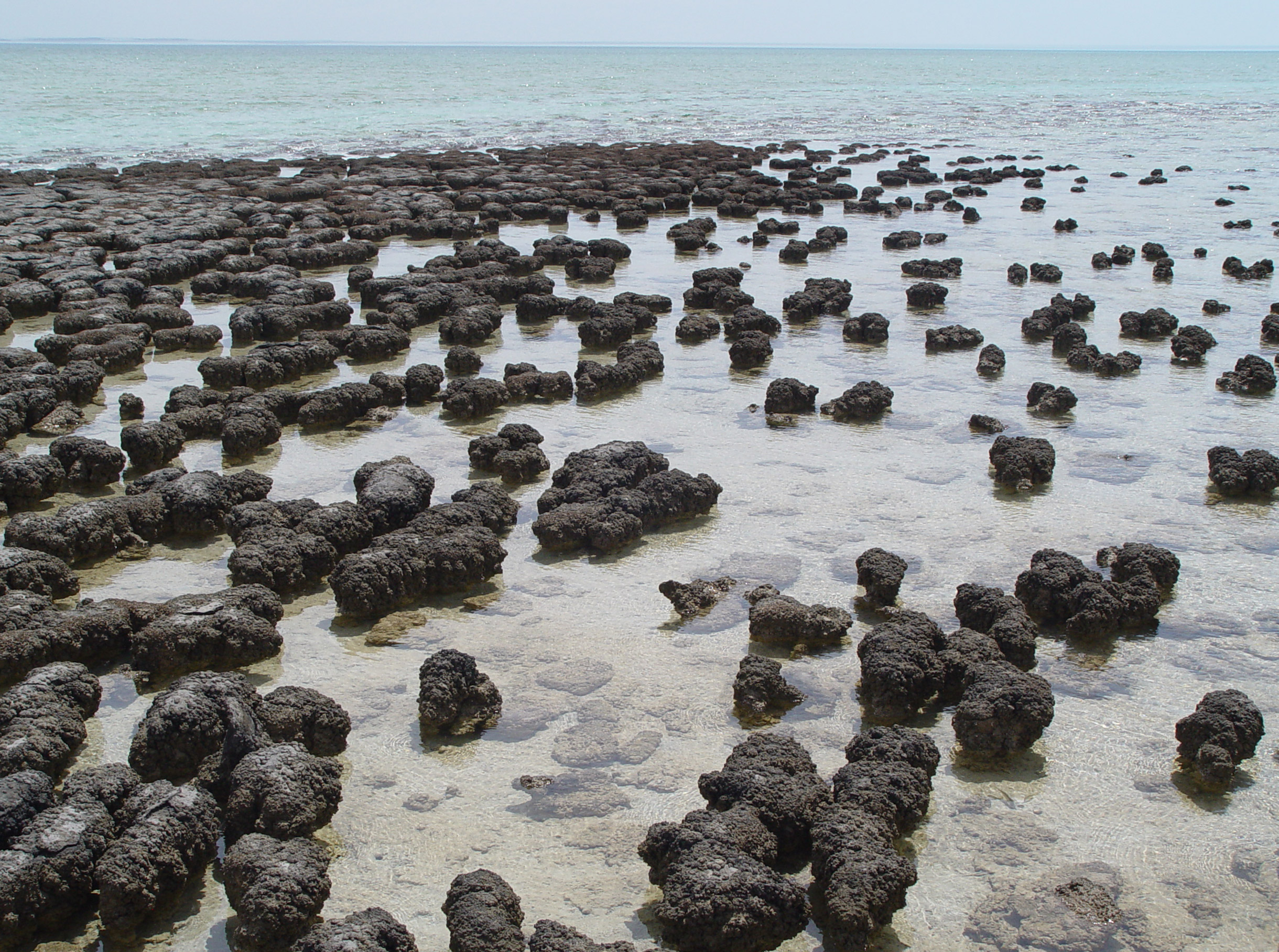
Stromatolithenkolonie bei Hamelin Pool

- Im Hamelin Pool Marine Nature Reserve im Süden der Bucht leben Mikroben, die Stromatolithen bilden, ähnlich den ältesten bekannten Lebensformen der Erde.
- Der weiße Shell Beach besteht auf circa 40 Kilometer rund um die L'Haridon Bay aus Millionen kleiner Herzmuscheln der Art Fragum erugatum.
- Eagle Bluff ist ein beliebter Aussichtspunkt von den Klippen auf den Shark Bay Marine Park.
- Denham, die einzige Ortschaft der Shark Bay, ist eine Gründung der australischen Perlenfischer von 1898.
- Monkey Mia ist Zentrum des Delfin-Tourismus. Unterstützt durch organisierte Fütterungsprogramme, kommen bis zu 10 Tiere mehrmals täglich ans Meeresufer.
- Die Spitze der Halbinsel, der François-Péron-Nationalpark, kann nur mit einem Fahrzeug mit Allrad-Antrieb befahren werden. Das Naturschutzgebiet mit Buschland und rostroten Sanddünen bietet Lebensräume für zahlreiche bedrohte Tierarten.

### Edel Land Peninsula

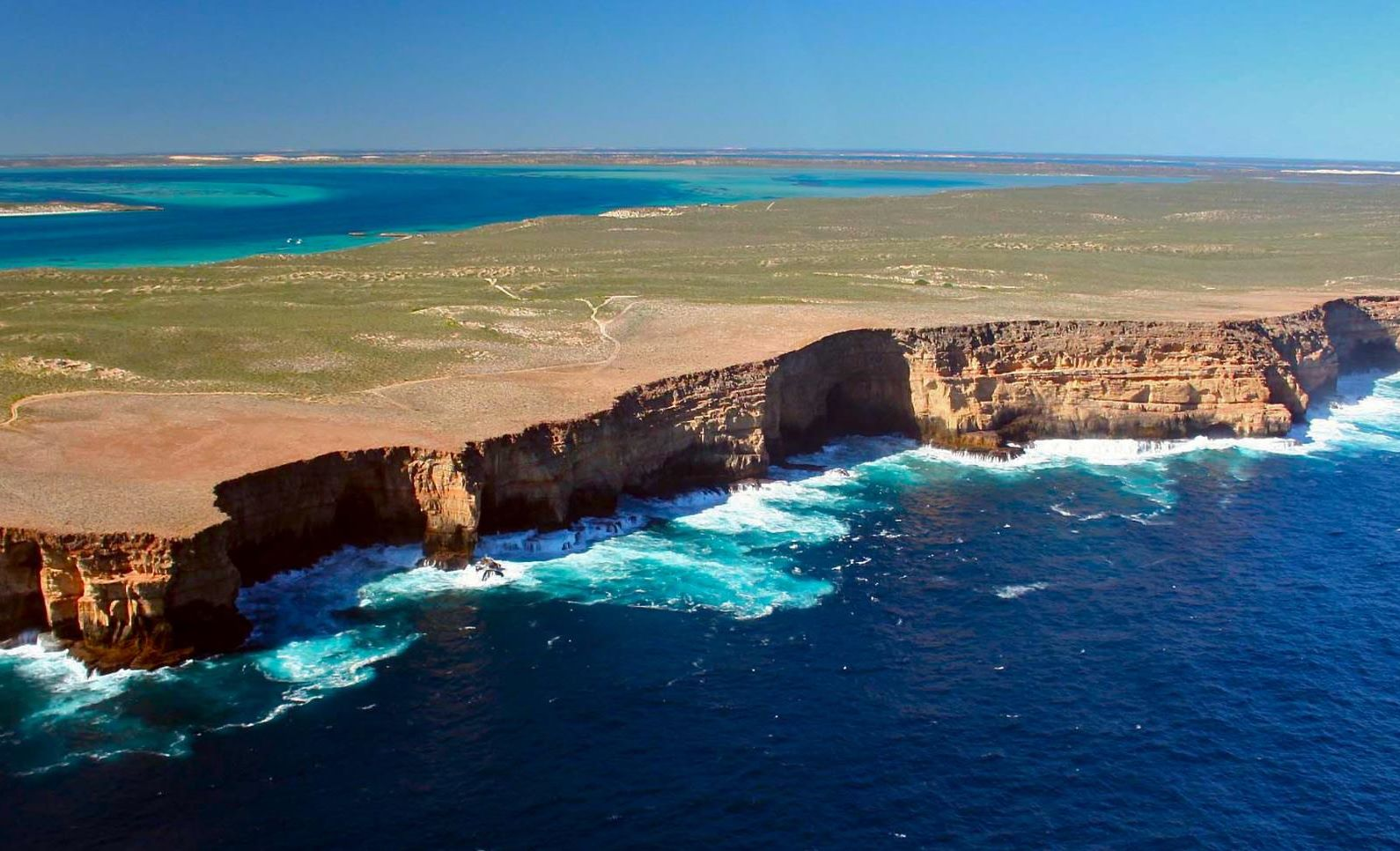
Die Zuytdorp Cliffs von Edel Land
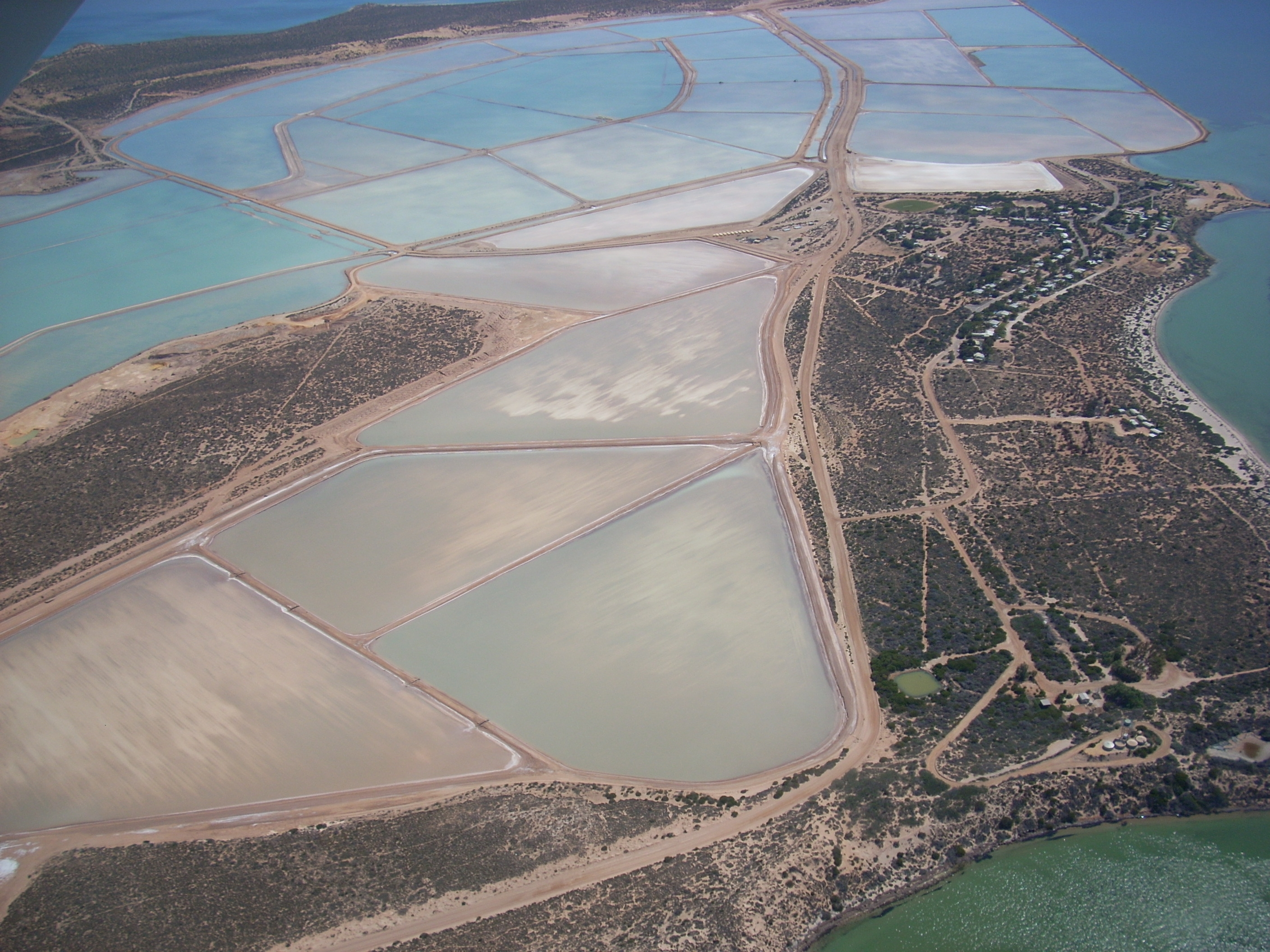
Salzpfannen bei Useless Loop (2008)

Die Halbinsel Edel Land begrenzt die Shark Bay im Südwesten. Diese Landzunge ist durch die 200 Meter hohen Kalksteinklippen geprägt, die Zuytdorp Cliffs, die aus dem Indischen Ozean emporragen. Die Landschaft der Landzunge ist von weißen Sanddünen bedeckt. Nördlich der Landzunge liegt das Dirk Hartog Island, das auch zum Edel Land gezählt wird. Im Nordsüden der Landzunge befinden sich Salzpfannen der Shark Bay Salt Pty Ltd, die sich über ein Gebiet von 70 km² erstrecken. Dieses Unternehmen ist eine 100-prozentige Tochter des japanischen Mitsui-Konzerns, der vor Ort eine Siedlung für etwa Beschäftigte vorhält, die Useless Loop genannt wird. Die Ausweisung der Landzunge Edel Land ist als Nationalpark in Planung, das gesamte Edel-Land-Gebiet ist schon lange Teil des Welterbes der UNESCO der Shark Bay.
Die Entfernung vom Northwest Coastal Highway bis zur Spitze der Landzunge, beträgt etwa 185 Kilometer, davon sind 140 Kilometer unbefestigt und die letzten 30 Kilometer führen weglos durch und über Dünen. Erreichbar ist sie nur mit Allrad-Fahrzeugen oder mit Booten vom 50 Kilometer entfernten Ort Denham auf der Peron-Halbinsel.

### Dirk Hartog Island
Nur durch eine kleine Meerenge getrennt, setzt das 630 km² große Dirk Hartog Island die südliche Halbinsel um ca. 76 km nach Westen fort und konstituiert damit zugleich den westlichsten Punkt Australiens. Hier legte Dirk Hartog am 25. Oktober 1616 mit seinem Segelschiff Eendracht an; dies ist die erste bekannte Dokumentation, dass ein Europäer australischen Boden betreten hat. Bei seiner Ankunft nagelte Kapitän Hartog eine beschriftete Zinnplatte an einen Holzpfahl, die Willem de Vlamingh 1697 durch eine eigene ersetzte, weil er die Entdeckung des Landes für sich beanspruchte. Das Kap heißt heute in Reminiszenz an diese Landnahme Cape Inscription; die Original-Plakette von Hartog befindet sich im Rijksmuseum in Amsterdam, diejenige von de Vlamingh im Maritime Museum von Fremantle.
Ein zeitgenössischer Katamaran namens Eendracht erschließt zu Beginn des 21. Jahrhunderts die Insel mit dem Dirk-Hartog-Island-Nationalpark für Tagesausflügler. Busch-Wanderungen, Schnorcheln, Fischen und Walbeobachtung sind bevorzugte Aktivitäten für Camper, die mit Allradfahrzeugen für einen längeren Aufenthalt übersetzen.

### Weitere Inseln
Die größte Insel ist Dirk Hartog Island mit 630 km² und weitere größere Inseln in der Shark Bay sind beispielsweise:
Im Norden der Shark Bay liegt das 45 km² große Bernier Island. Diese Insel ist durch eine 500 Meter breite Meeresenge vom südlich angrenzenden 60 km² großen Dorre Island getrennt (siehe Liste der Inseln). Die zwei unbewohnten Inseln sind Teil der Bernier and Dorre Island Nature Reserve und die Inseln können nur mit einer Ein-Tages-Genehmigungen betreten werden.
Das 58 km² große Faure Island liegt östlich des Francois-Peron-Nationalparks, der sich auf der Peron-Halbinsel befindet. Das Island ist umgeben vom Shark Bay Marine Park. Die Insel wird landwirtschaftlich genutzt und Teile von ihr stehen unter Naturschutz.
Es gibt etwa weitere 30 kleine Inseln in der Shark Bay, die alle im Gebiet des UNESCO-Welterbes liegen.

## Fauna
Die Shark Bay ist ökologisch von großer Bedeutung, denn die Gewässer und das Land bieten seltenen und bedrohten Tieren einen guten Schutz- und Lebensraum.
Zum Zeitpunkt der Anerkennung des Welterbes durch die UNECO im Jahr 1991 lebten 11.000 Gabelschwanzseekühe (Dugongs, eine Seekuhart) in dieser Bucht, etwa ein Viertel der weltweiten Population. 323 Fischarten wurden gezählt, darunter zahlreiche Haifisch- und  Rochenarten.  Daneben leben zahlreiche Meeresschildkröten wie die Grüne Meeresschildkröte und Unechte Karettschildkröte, Rochen und Seeschlangen in der Bucht. Der größte Fisch der Welt, der Walhai, kann im April und Mai in der Bucht gesichtet werden. Buckelwal und Südkaper nutzen die Gewässer der Bucht als einen Migrations-Stützpunkt, während sich die Brydewale dort entweder ausruhen oder Futter aufzunehmen. Zahlreiche Fische, Krustentiere und Hohltiere nutzen die Shark Bay als Brutstätte.
Bei Monkey Mia gibt es zahme Große Tümmler, die bei der Futtersuche Werkzeuge benutzen, dabei nehmen sie Schwämme am Meeresboden auf und stülpen sie sich über ihre Schnauzen, um ihre Schnauzen bei der Futtersuche im sandigen Meeresboden zu schützen. Das ist einer der seltenen Fälle von Werkzeuggebrauch bei Meerestieren.
Seltene Tierarten, die auf dem Festland an der Bucht leben, sind das Zottel-Hasenkänguru, Gebändertes Hasenkänguru, die Gould-Maus und der Streifen-Langnasenbeutler, die in ihrem Bestand bedroht sind. Insgesamt wurden 26 australische Säugetier-, über 230 Vogel- und nahezu 150 Reptilienarten gezählt.

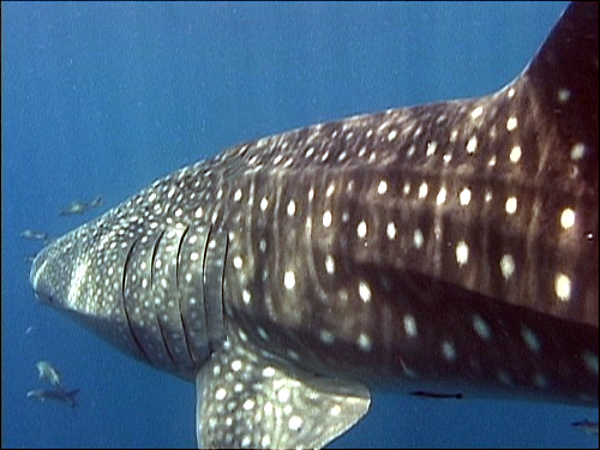
Walhai
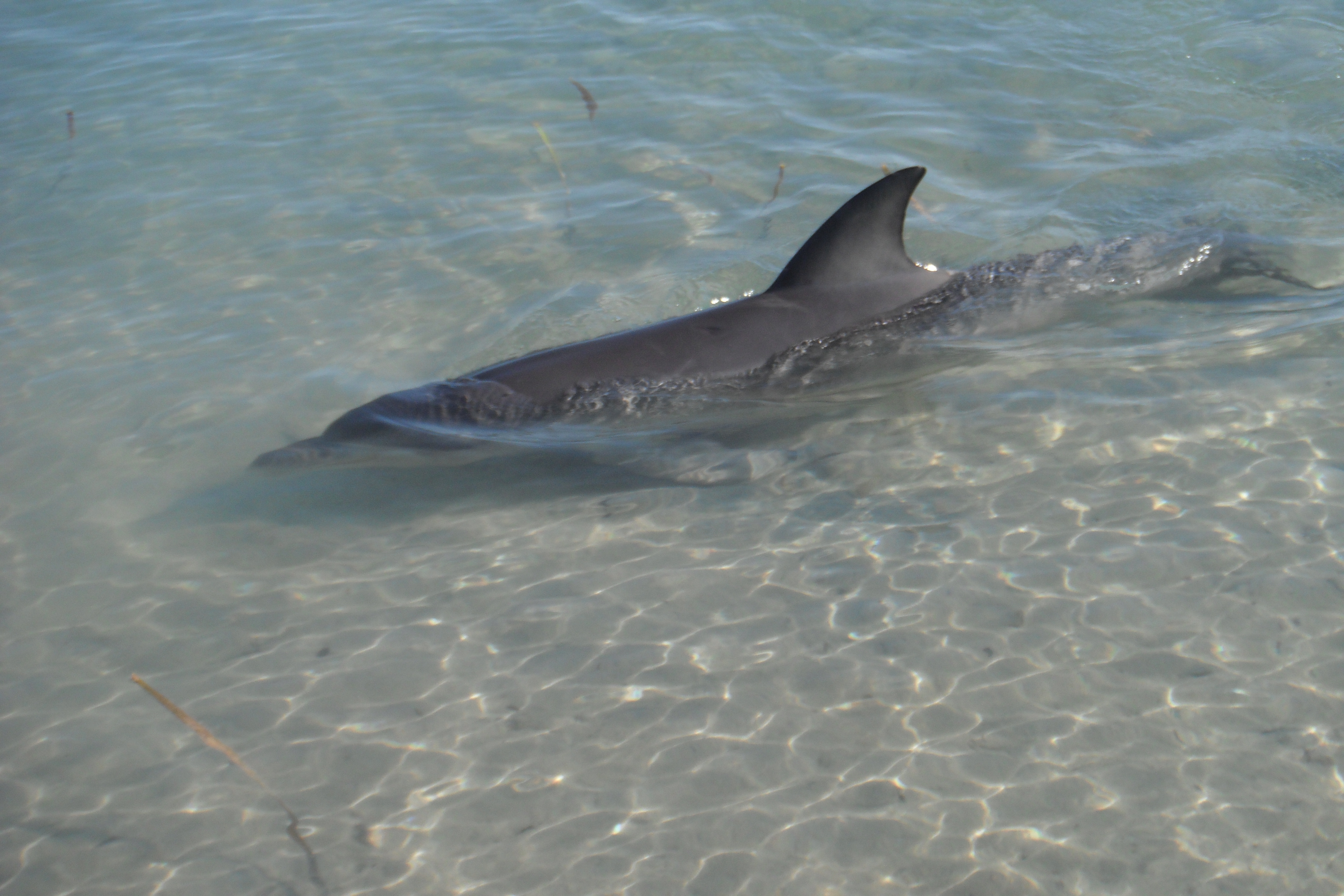
Delfin bei Monkey Mia
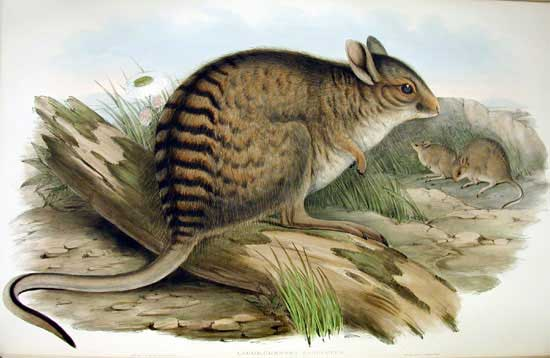
Gebändertes Hasenkänguru
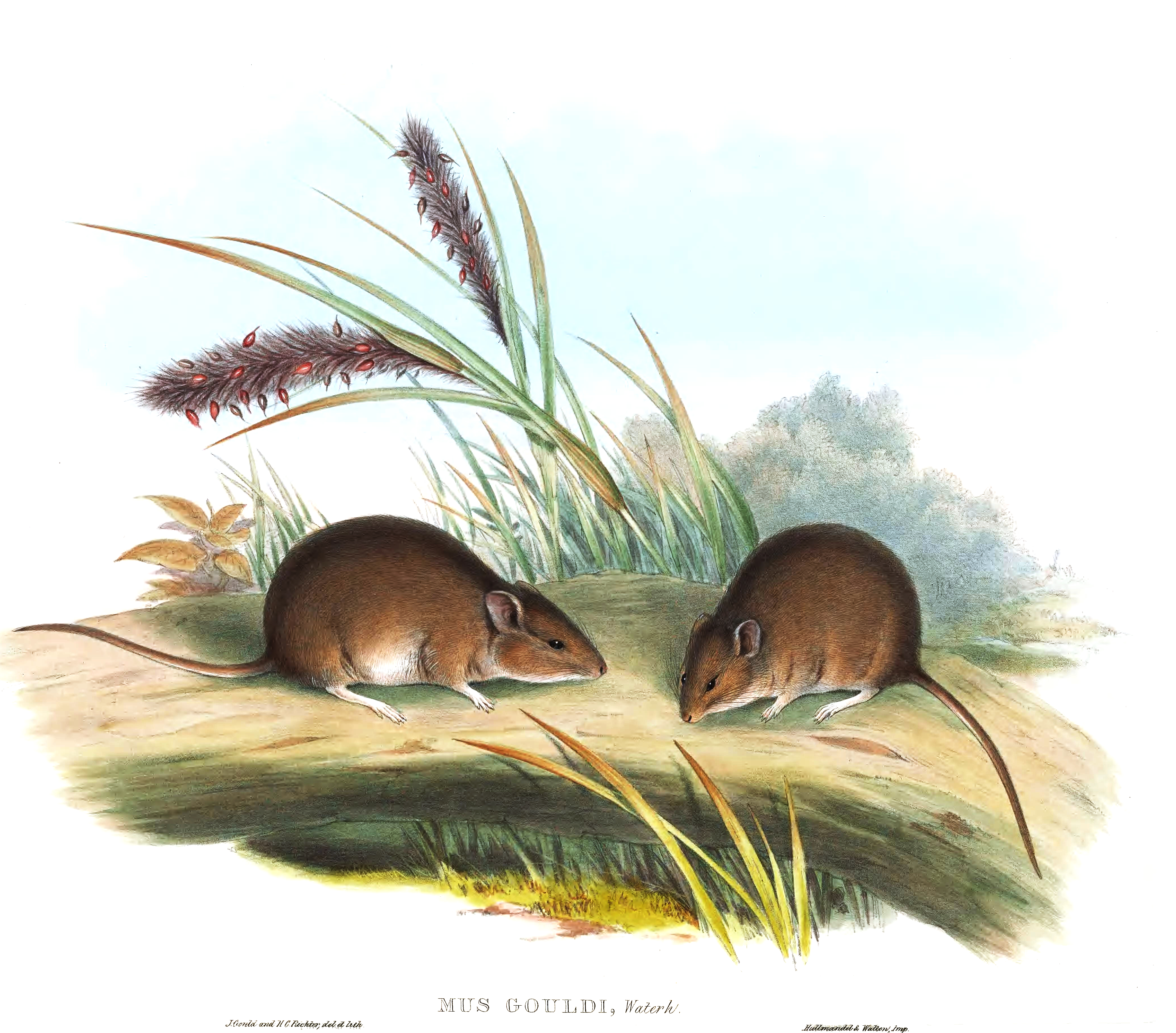
Gould-Maus

## Flora

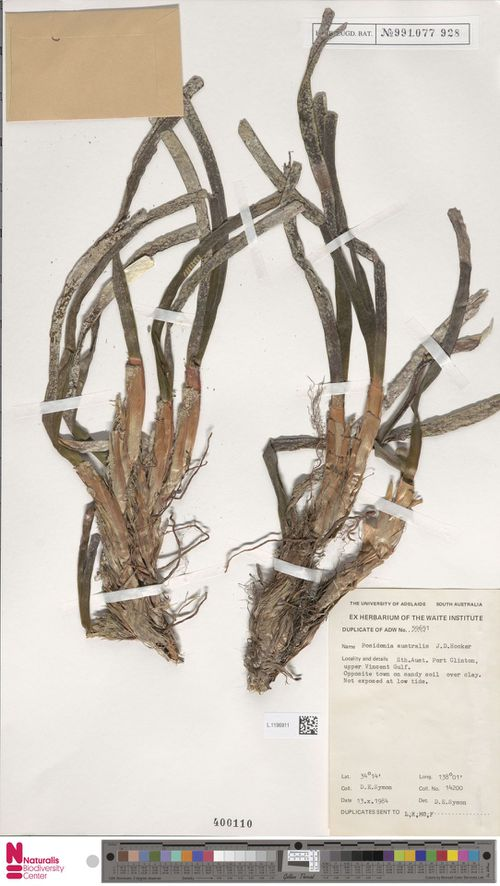
Posidonia australis

In der Shark Bay wachsen 12 Seegrasarten, davon finden sich neun auch in anderen  Gebieten. In dieser Bucht liegt die mit 4.000 km² weltgrößte Fläche von Seegräsern. Innerhalb dieser Fläche nimmt das Wooramel-Seegras eine Fläche von 1.030 km² ein und hier seine weltgrößte Verbreitung. In der Shark Bay wurde 2022 durch die Universität of Western Australia bekannt gegeben, dass die größte Pflanze des Planeten entdeckt wurde, das Seegras Posidonia australis, die sich über eine Länge von 180 Kilometer erstreckt und die 4500 Jahre alt sein soll.
Die Seegräser sind ein wesentlicher Teil der Ökologie der Shark Bay, weil sie Schutz und Ernährung vieler lokaler Tiere sichern, dies gilt insbesondere für die große Dugongpopulation. Seegras hat die physikalische, chemische and biologische Umwelt der Shark Bay stark geprägt und auch die geologische Entwicklung beeinflusst. Dabei habe das Faure Island eine große Rolle gespielt, weil eine Sandansammlung den darunter liegenden Sandstein überlagerte und die sogenannte Faure Sill` (Faure-Schwelle) ausbildete. Diese Schwelle reicht vom östlichen Golf der Shark Bay von der Peron Peninsula bis zum Festland. Dies begünstige die Entstehung einer seichten Bucht, in der die riesige Stromatolithenkolonie der Shark Bay entstehen konnte. Sedimente und Muschelschalen lagerten sich über Tausende von Jahren zwischen den Seegräsern ab und schufen ein seichtes Gewässer. Durch das heiße und trockene Klima der Shark Bay stieg die Verdunstungsrate des Seewassers an und führte dazu, dass das Wasser hypersalinares Wasser entsteht, eine Voraussetzung zum Entstehen und Wachsen der Stromatolithen. Der Salzgehalt in diesem Gewässer ist 1,5 bis 2 Mal höher als das Wasser im angrenzenden Indischen Ozean.

## UNESCO-Welterbe Shark Bay

Karte der Shark Bay

Die Shark Bay ist ein Gebiet mit hoher zoologischer Bedeutung. Seit 1991 ist sie deshalb Teil des UNESCO-Welterbes der Menschheit. Es ist die erste Region Westaustraliens, die diese Auszeichnung erhielt. Das geschützte Gebiet umfasst etwa 23.000 km², einschließlich
- Shark Bay Marine Park,
- Francois Peron National Park,
- Hamelin Pool Marine Nature Reserve

und zahlreichen Inseln.
Die Gemeindeverwaltung in Denham lehnte die Auszeichnung anfangs ab, da sie Restriktionen im Fischfang sowie die Schließung der Salinen und damit verbundenen Arbeitsplätzen von Useless Loop befürchtete. Über die Verleihung wurde jedoch zentral in Canberra entschieden. Nunmehr profitiert die Gemeinde von wachsendem Tourismus im Zuge des höheren Bekanntheitsgrades der Shark Bay. Da weite Teile des Landes weiterhin nur schwer zugänglich sind, konzentriert sich dieser Tourismus jedoch punktuell und bedeutet keine Gefahr für die Tierwelt.
Dennoch ist der Eingriff der Menschen in die Bucht und auf das umgebende Land nicht zu unterschätzen, denn Faure Island wird zu einem großen Teil landwirtschaftlich genutzt und die Salzpfannen von Unless Loop erstrecken sich allein über eine Fläche von 70 km² auf Hell Land Peninsula, hinzu kommen noch die Infrastruktur und die Unterkünfte für 70 Arbeitnehmer.